# Mariene ecoregio Zuidelijk Nieuw-Zeeland
De Mariene ecoregio Zuidelijk Nieuw-Zeeland (200) (Engels: South New Zealand marine ecoregion) is een biogeografische regio en ligt in het zuidwesten van de Grote Oceaan in de Mariene provincie Zuidelijk Nieuw-Zeeland (54) in het Marien rijk Gematigd Australazië. De mariene ecoregio is vastgesteld door het World Wide Fund for Nature en The Nature Conservancy en is vernoemd naar Nieuw-Zeeland.
In het noordoosten grenst het gebied aan de mariene ecoregio Centraal Nieuw-Zeeland (199) en in het zuiden aan de mariene ecoregio Snareseilanden (201). Naar het zuiden ligt de mariene ecoregio Campbell Island (231).

## Geografie
De mariene ecoregio ligt in het zuidwesten van de Grote Oceaan rondom het zuiden van Nieuw-Zeeland. Het gebied strekt zich in zuidelijke richting rondom het Zuidereiland vanaf ten noorden van Milford Sound op de noordwestkust en vanaf ten zuiden van de monding van de Waitaki aan de zuidoostkust. Het omvat ook de wateren rond Stewarteiland. Het westelijk deel van het gebied (ten westen van Noordereiland en Zuidereiland) ligt in de Tasmanzee.
Door het gebied stroomt de Southlandstroom.

## Biogeografie
Het gebied kent zeeleven dat houdt van gematigde temperaturen.